# Вустер (переписна місцевість, Вермонт)
Вустер (англ. Worcester) — переписна місцевість (CDP) в США, в окрузі Вашингтон штату Вермонт. Населення — 120 осіб (2020).

## Географія
Вустер розташований за координатами 44°22′12″ пн. ш. 72°33′1″ зх. д. / 44.37000° пн. ш. 72.55028° зх. д. (44.370033, -72.550149).  За даними Бюро перепису населення США в 2010 році переписна місцевість мала площу 0,18 км², з яких 0,17 км² — суходіл та 0,00 км² — водойми.

## Демографія
Згідно з переписом 2010 року, у переписній місцевості мешкало 112 осіб у 47 домогосподарствах у складі 26 родин. Густота населення становила 639 осіб/км².  Було 48 помешкань (274/км²).
Расовий склад населення:
| - 95,5 % — білих - 2,7 % — корінних американців - 1,8 % — чорних або афроамериканців |

До двох чи більше рас належало 0,0 %. Частка іспаномовних становила 0,9 % від усіх жителів.
За віковим діапазоном населення розподілялося таким чином: 23,2 % — особи молодші 18 років, 63,4 % — особи у віці 18—64 років, 13,4 % — особи у віці 65 років та старші. Медіана віку мешканця становила 40,3 року. На 100 осіб жіночої статі у переписній місцевості припадало 86,7 чоловіків;  на 100 жінок у віці від 18 років та старших — 75,5 чоловіків також старших 18 років.
Середній дохід на одне домашнє господарство  становив 62 264 долари США (медіана — 51 667), а середній дохід на одну сім'ю — 66 342 долари (медіана — 55 938). За межею бідності перебувало 4,3 % осіб, у тому числі 0,0 % дітей у віці до 18 років та 0,0 % осіб у віці 65 років та старших.
Цивільне працевлаштоване населення становило 44 особи. Основні галузі зайнятості: роздрібна торгівля — 20,5 %, науковці, спеціалісти, менеджери — 15,9 %, освіта, охорона здоров'я та соціальна допомога — 13,6 %.